# C4H4O5
化学式C4H4O5（摩尔质量：132.07 g/mol）可能指：
- 草酰乙酸，CAS号：328-42-7
- 羟基丁烯二酸，Pubchem CID：54676101
- 环氧丁二酸，CAS号：17015-08-6

|  | 这个同类索引页列出了具有相同分子式的化学物（即同分異構體）条目。 除非您是有意链接至本页，否则应将相应条目的内部链接指向正确的条目。 |